# Luc Jochimsen
Lukrezia Luise „Luc” Jochimsen z domu Schleussinger (ur. 1 marca 1936 w Norymberdze) – niemiecka socjolog, dziennikarka i polityk z partii Die Linke, deputowana do Bundestagu (2002–2013), kandydatka w wyborach prezydenta Niemiec w 2010.

## Życiorys
W latach 1961–1975 pracowała jako dziennikarka radiowa i telewizyjna. Od 1975-1985 była redaktorką magazynu ARD Panorama. Następnie, do 1988 pracowała jako korespondentka ARD w Londynie. Od 1991 do 1993 r. prowadziła tam studio telewizji ARD. W 1994 została redaktorem naczelnym Hessischer Rundfunk, sprawując tę funkcję do 2001. 
W 2002 została wybrana do Bundestagu jako kandydatka z listy PDS w Hesji. Od 2005 zasiadała w nim w komisji ds. kultury. W wyborach w 2009 roku została ponownie wybrana do parlamentu.
W 2010 została kandydatką na prezydenta Niemiec popieraną przez Die Linke. Nie wystartowała w wyborach parlamentarnych w 2013 roku i wycofała się z aktywności politycznej.